# Mỹ Thọ (thị trấn)
Mỹ Thọ là thị trấn huyện lỵ của huyện Cao Lãnh, tỉnh Đồng Tháp, Việt Nam.

## Địa lý
Thị trấn Mỹ Thọ nằm ở trung tâm huyện Cao Lãnh, có vị trí địa lý:
- Phía đông giáp xã Mỹ Thọ và xã Mỹ Hội
- Phía tây giáp xã An Bình và thành phố Cao Lãnh
- Phía nam giáp xã Mỹ Xương
- Phía bắc giáp xã Nhị Mỹ.

Thị trấn Mỹ Thọ có diện tích 8,86 km², dân số năm 2019 là 13.808 người, mật độ dân số đạt 1.559 người/km².

## Hành chính
Thị trấn Mỹ Thọ được chia thành 5 khóm: Mỹ Phú Cù Lao, Mỹ Phú Đất Liền, Mỹ Tây, Mỹ Thới, Mỹ Thuận.

## Lịch sử
Trước đây, địa bàn thị trấn Mỹ Thọ thuộc một phần xã Mỹ Thọ, huyện Cao Lãnh.
Ngày 16 tháng 2 năm 1987, Hội đồng Bộ trưởng ban hành Quyết định số 36-HĐBT. Theo đó, thành lập thị trấn Mỹ Thọ trên cơ sở tách một phần diện tích và dân số của xã Mỹ Thọ.
Ngày 26 tháng 8 năm 2014, Bộ Xây dựng ban hành Quyết định 1052/QĐ-BXD về việc công nhận thị trấn Mỹ Thọ là đô thị loại IV.